# Traversodontoides
Traversodontoides — вимерлий рід тероцефалових терапсид. Вік оцінюється в 247.2–242.0 Ma; локація: Wangwu, Jiyuan (тріас Китаю).